# Ribeira de Mortágua
A Ribeira de Mortágua é uma ribeira portuguesa que nasce na localidade de Monte de Lobos, município de Mortágua, resultando da confluência da Ribeira de Espinho e da Ribeira de Falperras. Possui diversos afluentes (Ribeiro do Porto do Pereiro, Ribeira da Fraga, Ribeira da Marmeleira) e desagua no rio Mondego.